# Maria Rivarola

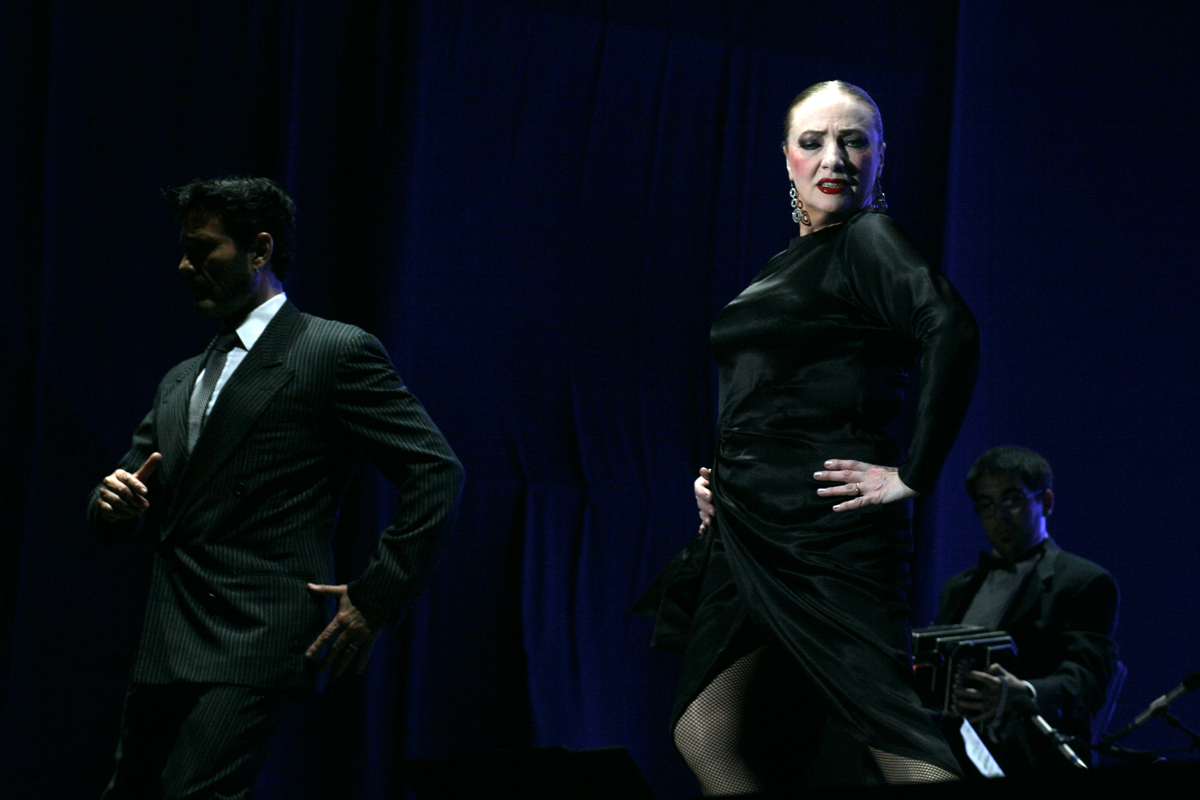
"Tango Argentina" (Claudio Segovia). Bài hát: "Bahía Blanca" (C. Di Sarli). Vũ công: Carlos & María Rivarola. Tại Obelisco, Buenos Aires, tháng 2 năm 2011. Ảnh: Estrella Herrera

Maria del Carmen Rodriguez de Rivarola, được biết đến nhiều hơn với tên nghệ thuật Maria Rivarola (sinh tại Buenos Aires, khoảng năm 1957) là một vũ công chuyên nghiệp xuất sắc, vũ công xã hội và biên đạo múa của Tango Argentina. Cô được biết đến với việc biểu diễn một phong cách cụ thể của Tango Argentina được gọi là Milonguero Tango. Cô cũng được biết đến trên toàn thế giới vì là một diễn viên của chương trình Tango Argentino, phát hành năm 1983, dẫn đến đề cử của cô, cùng với các vũ công còn lại, cho giải Tony năm 1986 cho Biên đạo xuất sắc nhất. Từ khi còn trẻ, Carlos Rivarola đã là bạn nhảy của cô. Cùng nhau, họ thể hiện bản thân một cách nghệ thuật như Maria và Carlos Rivarola. Maria là một trong những người sáng lập Hiệp hội Giáo viên, Vũ công và Biên đạo múa Tango Argentina (ATDCAT) năm 2001.

## Tiểu sử
Maria del Carmen Rodriguez được sinh ra ở Buenos Aires vào khoảng năm 1957. Cô đã học khiêu vũ từ khi còn trẻ. Trong những năm tuổi thiếu niên, cô đã tham gia các điệu nhảy được trình chiếu trên truyền hình và trong nhà hát, nhảy chủ yếu là điệu flamenco.
Sau khi diễn xuất ở nhiều quốc gia Mỹ Latinh khác nhau, Maria trở lại Argentina vào giữa thập kỷ 1970. Sau đó, cô biết Carlos Rivarola, người mà cô sẽ là một người bạn nhảy và cuộc sống, thích nghi từ thời điểm đó về nghệ thuật tên Maria Rivarola. Cùng nhau, vào năm 1975, họ tham gia một chương trình, được tổ chức bởi Nelida và Nelson, đã lưu diễn ở Peru, Colombia và Venezuela. Ngoài ra, họ đóng vai trò là một trong những đối tác thường xuyên của chương trình truyền hình La Botica del Tango của đạo diễn Eduardo Bergara Leumann.
Năm 1983, họ tham gia một dàn diễn viên được công chiếu trong chương trình đình đám Tango Argentino, một sản phẩm múa sân khấu trong đó một nửa trong số ba mươi lăm bài hát được biên đạo, được sản xuất bởi Claudio Segovia và Hector Orezzoli, ở Paris. Chương trình, với chất lượng chuyển động lớn, đã ảnh hưởng đến sự tái sinh của Tango trên toàn thế giới, cho phép họ đi vòng quanh thế giới trong một thập kỷ. Maria và Carlos sau đó được đề cử, cùng với các vũ công khác, cho Giải thưởng Tony năm 1986 cho Biên đạo xuất sắc nhất.